# Iori-Hochland
Koordinaten: 41° 24′ 56″ N, 45° 52′ 39″ O

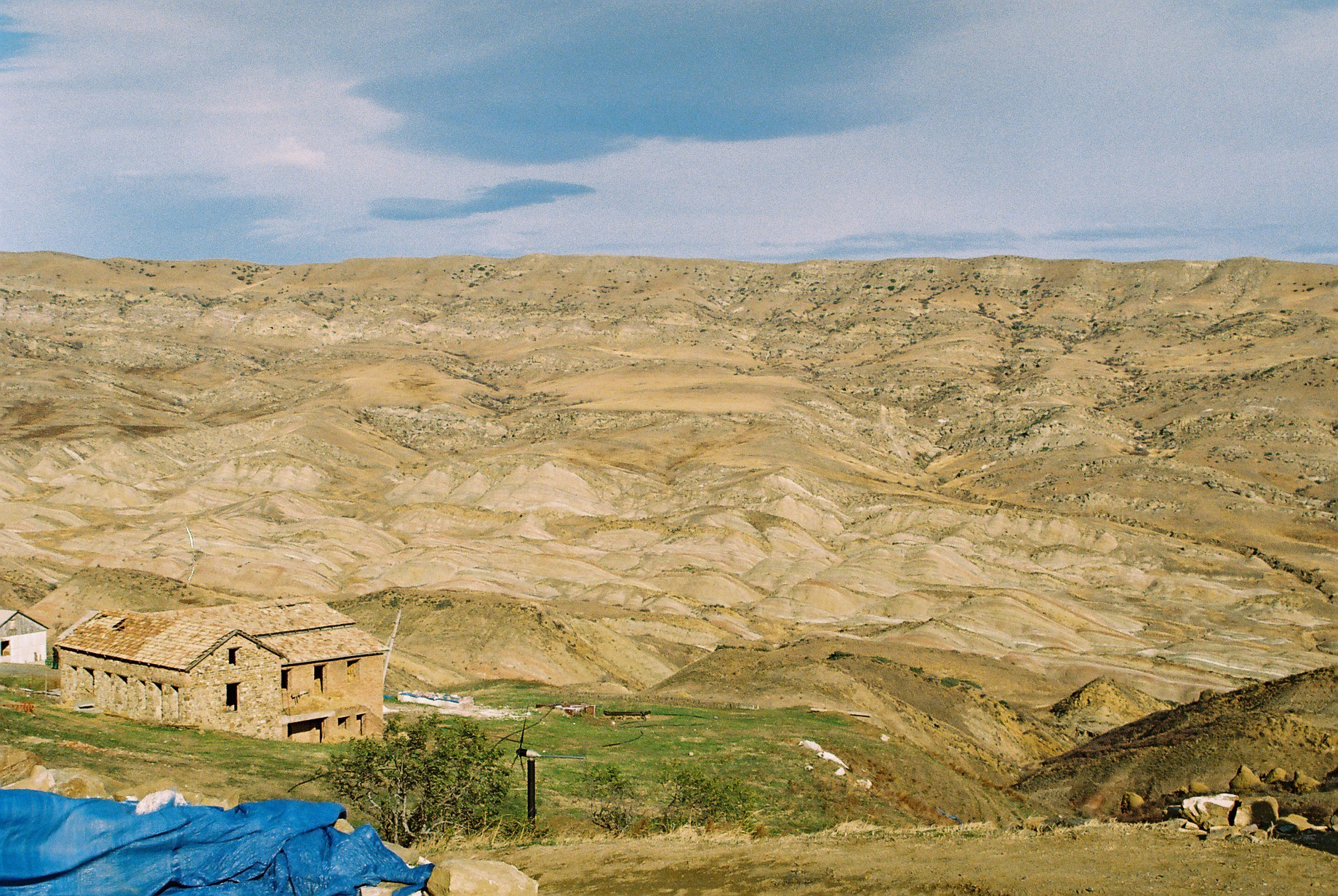
Sedimente in den Iori-Strukturen

Schirak-Steppe im Osten des Iori-Hochlands

Das Iori-Hochland (georgisch ივრის ზეგანი Iwris segani) ist eine mittelgebirgsartige Landschaft in Ost-Georgien, die bis nach Aserbaidschan reicht.
Das Iori-Hochland erstreckt sich entlang dem Iori über eine Länge von 170 km in WNW-OSO-Richtung zwischen den Flussläufen von Kura und Alasani. 
Die Höhe variiert zwischen 200 und 900 m. Der über 1900 m hohe Gombori-Kamm trennt die Hochfläche vom nordöstlich gelegenen Alasani-Becken. Das Vorkommen von lockeren Sand-Ton-Böden, Sandstein und Konglomeratenen führt zu Faltenstrukturen. Niedrige Höhenzüge wechseln sich mit Ebenen und Niederungen ab. Schwarzerde ist der verbreitete Bodentyp. Steppe ist die vorherrschende Landschaftsform. Es gibt nur spärlich Waldflächen. Auf den steinigen Böden gedeihen Xerophyten. Das Gebiet ist landwirtschaftlich weitgehend erschlossen. Im östlichen Teil des Iori-Hochlands erstreckt sich die Steppen der Schiraki-Ebene (georgisch შირაქის ვაკე Schirakis wake).